# Estación de Valdebebas
Valdebebas es un intercambiador de transportes de Madrid, donde confluye una estación de ferrocarril ubicada bajo la Avenida de las Fuerzas Armadas, dentro del barrio de Timón (distrito de Barajas). Junto a ella se encuentra una terminal de autobuses y taxis.

## Historia
La estación de ferrocarril se encuentra construida desde el año 2011. Sin embargo, su puesta en servicio no tuvo lugar hasta 2015, a la espera de una demanda potencial suficiente en la zona, al tratarse de un desarrollo urbanístico de nueva construcción.
Las obras del intercambiador comenzaron en julio de 2023, con una inversión de 30 millones de euros. Fue inaugurado el 17 de diciembre de 2024 y abierto al público el 19 de febrero de 2025.

## Características
En la actualidad da servicio a toda el área residencial de Valdebebas, Las Cárcavas y Sanchinarro (barrio de Valdefuentes), barrio de Timón y la Ciudad Deportiva del Real Madrid. Es la estación más cercana al Hospital Isabel Zendal.
El diseño del intercambiador destaca por su estructura de vidrio y armazones de acero con forma de árboles o paraguas invertidos, algunos de hasta 16 metros de altura y 52 toneladas de peso, que se integran con el parque forestal de Valdebebas-Felipe VI. Esta arquitectura se inspira en el Pabellón de los Hexágonos, obra de los arquitectos José Antonio Corrales y Ramón Vázquez Molezún, que representó a España en la Exposición Universal de Bruselas de 1958. También cuenta con una instalación fotovoltaica de autoconsumo que cubre el 20 % de las necesidades energéticas de climatización de la infraestructura, lo que supone un ahorro de 32 toneladas de emisiones de CO₂ anuales.
El edificio del intercambiador consta de dos plantas, con un total de 6835 metros cuadrados, incluyendo locales comerciales y aseos. Además, dispone de una gran plaza anexa con espacios recreativos y zonas verdes, de unos 17 000 metros cuadrados. También se ha construido un aparcamiento disuasorio de unos 900 metros cuadrados, con estaciones de recarga de vehículos eléctricos. Cuenta también con aparcabicis y espacios para patinetes eléctricos, además del servicio bicimad.

## Accesos
Vestíbulo Intercambiador
- Nivel 0 Avenida de las Fuerzas Armadas, 322
- Nivel -1 Avenida de Juan Antonio Samaranch, 2
- Ascensor Avenida de las Fuerzas Armadas, 322

Vestíbulo Renfe
- Accesos Sur (Izquierda y Derecha) Avenida de las Fuerzas Armadas, 322
- Ascensor Avenida de las Fuerzas Armadas, 322

## Líneas y conexiones
La estación forma parte de la línea C-1 de Cercanías Madrid. Su tarifa corresponde a la zona A según el Consorcio Regional de Transportes. La frecuencia media de paso de trenes de esta línea es de 15 minutos por sentido.
| procedencia/destino | < estación        | Línea | estación >    | destino/procedencia |
| ------------------- | ----------------- | ----- | ------------- | ------------------- |
| Chamartín           | Fuente de la Mora |       | Aeropuerto T4 | Aeropuerto T4       |

### Autobuses
| Diurnos   |                        |                                                        |
| Línea     | Destino                | Parada                                                 |
| 171       | Valdebebas             | 5911 VALDEBEBAS CERCANÍAS (Av. Juan Antonio Samaranch) |
| 174       | Valdebebas             | 5911 VALDEBEBAS CERCANÍAS (Av. Juan Antonio Samaranch) |
| 171       | Mar de Cristal         | 5912 VALDEBEBAS CERCANÍAS (Av. Juan Antonio Samaranch) |
| 174       | Plaza de Castilla      | 5912 VALDEBEBAS CERCANÍAS (Av. Juan Antonio Samaranch) |
| SE709     | Hospital Isabel Zendal | 2911 VALDEBEBAS CERCANÍAS (Av. Fuerzas Armadas)        |
| BR1       | Valdebebas             | 2911 VALDEBEBAS CERCANÍAS (Av. Fuerzas Armadas)        |
| SE709     | Feria de Madrid        | 51118 INTERCAMBIADOR VALDEBEBAS                        |
| BR1       | Hospital Ramón y Cajal | 2912 VALDEBEBAS CERCANÍAS (Av. Fuerzas Armadas)        |
| Nocturnos |                        |                                                        |
| Línea     | Destino                | Parada                                                 |
| N2        | Valdebebas             | 5911 VALDEBEBAS CERCANÍAS (Av. Juan Antonio Samaranch) |
| N2        | Plaza de Cibeles       | 5912 VALDEBEBAS CERCANÍAS (Av. Juan Antonio Samaranch) |

| Diurnos |                                   |                                                 |                |
| Línea   | Destino                           | Parada                                          | Operador       |
| 828     | Alcobendas - Universidad Autónoma | 2911 VALDEBEBAS CERCANÍAS (Av. Fuerzas Armadas) | Empresa Montes |
| 828     | Madrid (Canillejas)               | 50046 INTERCAMBIADOR VALDEBEBAS                 | Empresa Montes |